# 埃洛伊 (亚利桑那州)
埃洛伊（英語：Eloy）是美国亚利桑那州皮纳尔县下属的一座城市。面积约为111.57平方英里（约合289平方公里）。根据2010年美国人口普查，该市有人口16,631人，人口密度为149.1/平方英里。